# Чемпионат мира по тяжёлой атлетике 1946
25-й Чемпионат мира по тяжёлой атлетике прошёл с 18 по 19 октября 1946 года в Париже (Франция).

## Общий медальный зачёт
| Место | Страна  | Золото | Серебро | Бронза | Всего |
| ----- | ------- | ------ | ------- | ------ | ----- |
| 1     | США     | 2      | 2       | 1      | 5     |
| 2     | СССР    | 1      | 2       | 2      | 5     |
| 3     | Египет  | 1      | 1       | 1      | 3     |
| 4     | Швеция  | 1      | 0       | 0      | 1     |
| 5     | Франция | 0      | 0       | 1      | 1     |
| Всего | Всего   | 5      | 5       | 5      | 15    |

## Медалисты
| Вес           | Золото                   | Золото   | Серебро                  | Серебро  | Бронза                 | Бронза   |
| ------------- | ------------------------ | -------- | ------------------------ | -------- | ---------------------- | -------- |
| До 60 кг      | Арвид Андерссон (Швеция) | 320.0 кг | Махмуд Файяд (Египет)    | 317.5 кг | Моисей Касьяник (СССР) | 310.0 кг |
| До 67,5 кг    | Стэнли Станчик (США)     | 367.5 кг | Владимир Светилко (СССР) | 347.5 кг | Георгий Попов (СССР)   | 335.0 кг |
| До 75 кг      | Хадр Эль-Туни (Египет)   | 377.5 кг | Джон Терпэк (США)        | 375.0 кг | Фрэнк Спеллман (США)   | 372.5 кг |
| До 82,5 кг    | Григорий Новак (СССР)    | 425.0 кг | Фрэнк Кей (США)          | 390.0 кг | Анри Феррари (Франция) | 390.0 кг |
| Свыше 82,5 кг | Джон Дэвис (США)         | 435.0 кг | Яков Куценко (СССР)      | 415.0 кг | Мохамед Гейса (Египет) | 395.0 кг |

## Ссылка
- Статистика Международной федерации тяжёлой атлетики